# ムシンサ
MUSINSA（ムシンサ）は、大韓民国のオンラインファッションコマース企業である。社名は「ものすごく靴の写真が多いところ」という意味の「ムジハゲシンバルサジ二マヌンゴッ（무지하게 신발 사진이 많은 곳）」の頭文字を取ったものである。

## 概要
2001年に開設された、靴とファッションが好きな人たちが集まったオンラインコミュニティを起源とする。2009年に立ち上げられた韓国ブランドを中心としたファッションプラットフォームのMUSINSA STOREを核とする。 2017年には自社ブランドであるMUSINSA STANDARDを立ち上げ、オンライン・オフラインで展開している。女性専用ストアWUSINSA（ウシンサ）もオープンされている。
2018年6月にファッション業界に特化したシェアオフィスのMUSINSA STUDIOを、2019年8月にはファッション文化のオープンスペースであるMUSINSA TERRACEをオープンしている。
2020年には、ファッションプラットフォーム月間アクティブユーザー1位に選ばれた。 
2021年3月に女性会員のみ発行するMUSINSAクーポンの影響で、男性からの不買運動が起こった。

## 取扱ブランド
- スターター（STARTER）
- オーシャンパシフィック（OCEAN PACIFIC）
- カンゴール
- アウトドアプロダクツ
- COVERNAT
- オーベル
- ポリス
- ナショナルジオグラフィック
- デサント[壊れたリンク（過去の内容を検索）]
- ディスイズネバーザット
- ペーパーリズム
- カーハート
- アディダス
- フィラ
- ACOVER
- ドクターマーチン
- ナイキ
- チャンピオン
- MUSINSA STANDARD
- CRUMP
- O!Oi（オアイオアイ）
- JEMUT
- WVPROJECT
- NERDY
- IB18
- REVER&CO
- JUST SATURDAY
- LMC
- BSQT by Classy
- viva studio
- INSILENCE
- MUNINN STATION
- STUDIO SELMYEOT
- BURIEDALIVE
- Studio Concrete
- マーク・ゴンザレス

## 提供サービス
ムシンサマガジン
韓国内初のオン・オフラインのファッションマガジン。
ムシンサストア
韓国内最大規模のファッション流通プラットフォーム。
MUSINSA STANDARD
MUSINSA独自ブランド。
WUSINSA
女性専用のオンラインショッピングモール。
ブランドマーケティング
ファッションブランドのオンライン広報代行。
MUSINSA STUDIO
MUSINSAによるファッション特化シェアオフィス。
MUSINSA TERRACE
オンラインショップやカフェ、カルチャーの複合施設。